# أرنولد فانديرليدي
أرنولد فانديرليدي (بالهولندية: Arnold Vanderlyde) مواليد 24 يناير 1963 في ليمبورخ، هو ملاكم هولندي يصنف ضمن فئة الوزن الثقيل. شارك في دورة الألعاب الأولمبية الصيفية.

## إحصائيات
خاض خلال مسيرته 254 نزالا، فاز في 233 وتعادل في 1 وخسر في 20.

## روابط خارجية
- أرنولد فانديرليدي على موقع أوليمبيديا (الإنجليزية)